# جون مور (قسيس)
جون مور (بالإنجليزية: John Moore) هو قسيس أمريكي، ولد في 27 يناير 1867، وتوفي في 30 يوليو 1948.